# Lithophane tarda
Lithophane tarda är en fjärilsart som beskrevs av Barnes och Benjamin 1925. Lithophane tarda ingår i släktet Lithophane och familjen nattflyn. Inga underarter finns listade i Catalogue of Life.